# Michael Cammalleri
Michael Anthony „Mike“ Cammalleri (* 8. Juni 1982 in Richmond Hill, Ontario) ist ein ehemaliger kanadischer Eishockeyspieler. Der linke Flügelstürmer bestritt zwischen 2002 und 2018 über 900 Partien in der National Hockey League (NHL), den Großteil davon für die Los Angeles Kings und Calgary Flames. Mit der kanadischen Nationalmannschaft gewann er die Goldmedaille bei der Weltmeisterschaft 2007.

## Karriere
Cammalleri, der italienisch-polnisch-tschechoslowakischer Abstammung ist, spielte zunächst drei Jahre von 1999 bis 2002 an der University of Michigan in der Central Collegiate Hockey Association der National Collegiate Athletic Association. Dabei wurden ihm in seinen letzten beiden Spielzeiten zahlreiche Ehrungen zu teil, da der schnelle Stürmer im Saisonverlauf jeweils pro Spiel mehr als einen Punkt erzielen konnte. Daher wurde der Kanadier auch im NHL Entry Draft 2001 in der zweiten Runde an 49. Stelle von den Los Angeles Kings ausgewählt.

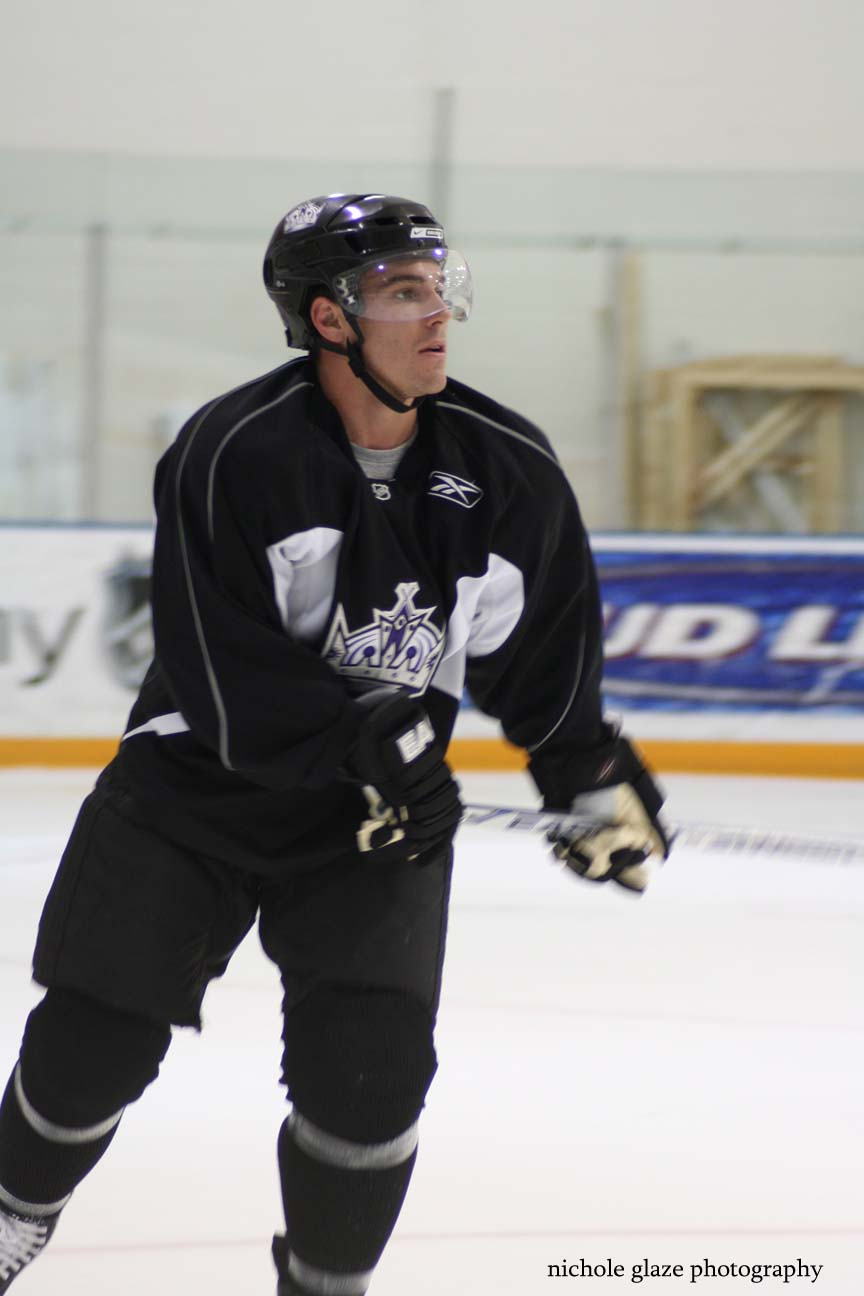
Cammalleri im Trainingsdress der Los Angeles Kings

Nach seinem dritten Jahr in den Collegeligen entschied sich Cammalleri zur Saison 2002/03 ins Profilager zu wechseln und verzichtete auf ein weiteres Jahr an der University of Michigan. In der ersten Profisaison limitierten sich seine Einsätze auf 41, davon 28 für die Los Angeles Kings. Diese hatten den Center zunächst bei den Manchester Monarchs in der American Hockey League eingesetzt, doch nach 13 Spielen, in denen er 20 Punkte erzielt hatte, beriefen sie ihn in den NHL-Kader. Nach einer am 28. Januar 2003 erlittenen Gehirnerschütterung im Spiel gegen die San Jose Sharks endete die Spielzeit für ihn frühzeitig. Zum Spieljahr 2003/04 kehrte Cammalleri in den Kader der Kings zurück, verbrachte die Spielzeit aber zwischen der NHL und AHL. Durch den Ausfall der gesamten NHL-Saison 2004/05 spielte er ein weiteres Jahr in der AHL und sicherte sich am Ende der Spielzeit den Willie Marshall Award für den torgefährlichsten Spieler der Liga. Zudem war er hinter Jason Spezza zweitbester Scorer der Liga. Nach Wiederaufnahme des NHL-Spielbetriebs zur Saison 2005/06 konnte sich der Kanadier schließlich einen Stammplatz im Kader der Los Angeles Kings erkämpfen, was auch durch die neue Regeln begünstigt wurde, da technisch versiertere Spieler davon profitierten. Er erreichte in seiner ersten kompletten Spielzeit 55 Punkte in 80 Spielen, ehe er im darauffolgenden Jahr mit 80 Punkten in 81 Partien den Durchbruch schaffte. Nach mäßigen Leistungen in der Spielzeit 2007/08, in der die Kings erneut nicht den Einzug in die Playoffs schafften, transferierte ihn das Management im Rahmen des NHL Entry Draft 2008 zu den Calgary Flames.
In der Saison 2008/09 stand er in 81 Spielen für die Flames im Einsatz, schoss 39 Tore und sammelte 82 Punkte. Doch sein Vertrag wurde nicht verlängert und Cammalleri unterschrieb am 1. Juli 2009 bei den Canadiens de Montréal. In seiner ersten Saison in Montréal erzielte er zwar weniger Punkte als im Vorjahr, doch während der Playoffs machte er mit 13 Toren und 19 Punkten in 19 Spielen auf sich aufmerksam und war bester Scorer des Canadiens.
Am 12. Januar 2012 transferierten ihn die Habs gemeinsam mit Torwart Karri Rämö und einem Fünftrunden-Wahlrecht im NHL Entry Draft 2012 im Austausch für René Bourque, Patrick Holland und einem Zweitrunden-Wahlrecht im NHL Entry Draft 2013 zu den Calgary Flames. Nach zwei Jahren in Calgary unterzeichnete er im Juli 2014 einen Fünfjahresvertrag bei den New Jersey Devils. Im Juni 2017 jedoch bezahlten ihm die Devils seine verbleibenden zwei Vertragsjahre aus (buy-out), sodass er sich fortan als Free Agent auf der Suche nach einem neuen Arbeitgeber befand, den er am 1. Juli 2017 in Form seines Ex-Teams Los Angeles Kings fand. Nach 15 Spielen, in denen Cammalleri sieben Punkte erzielte, transferierten die Kings ihn im Austausch für Jussi Jokinen zu den Edmonton Oilers. In Edmonton beendete er die Saison 2017/18, erhielt jedoch keinen weiterführenden Vertrag. Schließlich beendete Cammalleri seine aktive Karriere mit 642 Punkten aus 906 Partien in der NHL. Im Jahr 2024 wurde er in die International Jewish Sports Hall of Fame aufgenommen.

### International
Cammalleri trat erstmals für sein Heimatland bei der U20-Junioren-Weltmeisterschaft 2001 an und konnte auf Anhieb die Bronzemedaille gewinnen. Im folgenden Jahr hatte er entscheidenden Anteil daran, dass die Kanadier die Silbermedaille erringen konnten, da er durch seine elf Punkte in sieben Spielen zum besten Stürmer des Turnieres gewählt wurde. Nach einer aus kanadischer Sicht enttäuschenden Weltmeisterschaft 2006 krönte Cammalleri bei der Weltmeisterschaft 2007 seine internationale Karriere mit dem Gewinn der Goldmedaille.

## Erfolge und Auszeichnungen
| - 2001 CCHA First All-Star Team - 2001 NCAA West Second All-American Team - 2002 CCHA Second All-Star Team - 2002 NCAA West First All-American Team | - 2005 Teilnahme am AHL All-Star Classic - 2005 AHL Second All-Star Team - 2005 Willie Marshall Award - 2024 Aufnahme in die International Jewish Sports Hall of Fame |

### International
| - 2001 Bronzemedaille bei der U20-Junioren-Weltmeisterschaft - 2002 Silbermedaille bei der U20-Junioren-Weltmeisterschaft - 2002 Bester Torschütze der U20-Junioren-Weltmeisterschaft (gemeinsam mit Marek Svatoš) | - 2002 Bester Stürmer der U20-Junioren-Weltmeisterschaft - 2007 Goldmedaille bei der Weltmeisterschaft |

## Karrierestatistik

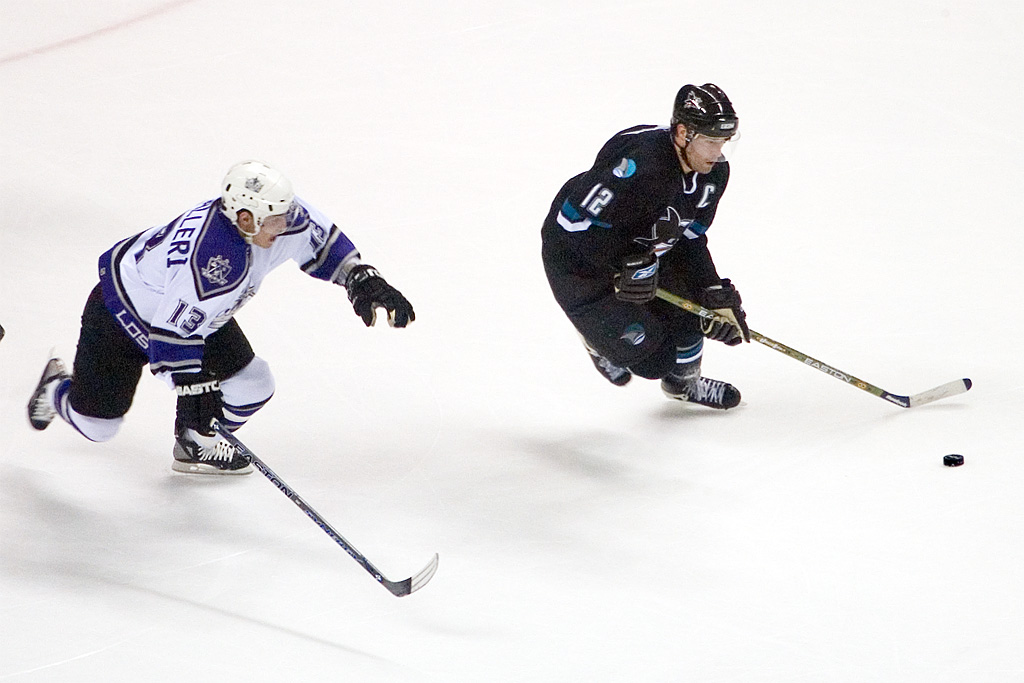
Cammalleri (links) im Duell mit Patrick Marleau von den San Jose Sharks

### International
Vertrat Kanada bei:
- U20-Junioren-Weltmeisterschaft 2001
- U20-Junioren-Weltmeisterschaft 2002
- Weltmeisterschaft 2006
- Weltmeisterschaft 2007

(Legende zur Spielerstatistik: Sp oder GP = absolvierte Spiele; T oder G = erzielte Tore; V oder A = erzielte Assists; Pkt oder Pts = erzielte Scorerpunkte; SM oder PIM = erhaltene Strafminuten; +/− = Plus/Minus-Bilanz; PP = erzielte Überzahltore; SH = erzielte Unterzahltore; GW = erzielte Siegtore; 1 Play-downs/Relegation; Kursiv: Statistik nicht vollständig)